# Obinna Nwobodo
Obinna Nwobodo (1996. november 29. –) nigériai utánpótlás-válogatott labdarúgó, a Cincinnati játékosa.

## Pályafutása

### Klubcsapatokban
A nigériai Enugu State-ben rendezett középiskolák közötti tornán figyelt fel rá az FC Inter Enugu csapata, teljesítményével meggyőzte a klubot és szerződtették. Az élvonalbeli Enugu Rangers korosztályos együttese elleni felkészülési mérkőzésen kiválóan játszott és szerződtették. 2015-ben lett tagja az első csapatnak, amellyel 2016-ban nigériai bajnok lett. A szezon végén csapat legjobbjának választották.
2017 júniusában szerződtette a magyar Újpest csapata, 2022-ig írt alá. Július 15-én mutatkozott be az élvonalban a Paks ellen, a 64. percben Zsótér Donát váltotta. December 9-én megszerezte első gólját a Puskás Akadémia ellen, az 57. percben védelmi hibát kihasználva lőtt gólt. 2018. március 6-án a kupában a Paks ellen a 83. percben lehagyta emberét és higgadtan Molnár Péter kapujába passzolta a labdát. Április 14-én a Vasas SC csapata elleni bajnokin ismét eredményes volt.
Az Újpest színeiben összesen 93 bajnoki mérkőzésen lépett pályára és tíz gólt szerzett, összesen 144 tétmérkőzésen tizenöt alkalommal volt eredményes a klub mezében és huszonkét gólpasszt is kiosztott csapattársainak. 2020 szeptemberében a török élvonalban szereplő Göztepe SK csapatában folytatta pályafutását.
2022. április 13-án 2+1 éves szerződést kötött az amerikai Cincinnati csapatával.

### A válogatottban
Nwobodo tagja volt a 2015-ös U20-as Afrikai nemzetek kupája-győztes nigériai csapatnak, az elődöntőben betalált Ghána ellen, valamint a döntőben megsérült, ezért lemaradt a 2015-ös U20-as labdarúgó-világbajnokságról.

## Sikerei, díjai
Enugu Rangers
- Nigériai labdarúgó-bajnokság bajnok: 2016

 Nigéria U20
- U20-as Afrikai nemzetek kupája győztes: 2015